# Mojsławice
Mojsławice (ukr. Мойславичі) – wieś w Polsce położona w województwie lubelskim, w powiecie hrubieszowskim, w gminie Uchanie. Leży przy drodze wojewódzkiej nr 844.
| SIMC    | Nazwa     | Rodzaj    |
| ------- | --------- | --------- |
| 1026600 | Morawiaki | część wsi |

W latach 1954–1959 wieś należała i była siedzibą władz gromady Mojsławice, po jej zniesieniu w gromadzie Teratyn. W latach 1975–1998 miejscowość administracyjnie należała do województwa zamojskiego. 
Wieś stanowi sołectwo gminy Uchanie. Według Narodowego Spisu Powszechnego z roku 2011 wieś liczyła 182 mieszkańców i była dziewiątą co do liczby ludności miejscowością gminy.
W miejscowości znajduje się młyn Młynarex, przedsiębiorstwo prywatne, produkujący mąki na skalę przemysłową.
Szkołę podstawową w Mojsławicach ukończył Lech Franczak, urodzony w 1939 r. w Gurowiena Wołyniu, poeta, członek Związku Literatów Polskich.
Wierni Kościoła rzymskokatolickiego należą do parafii św. Stanisława w Teratynie.